# Tatabánya Mustangs 2020
Questa voce raccoglie le informazioni riguardanti i Tatabánya Mustangs nelle competizioni ufficiali della stagione 2020.

## Maschile

### Divízió II 2020

#### Stagione regolare
| 6 settembre 2020 1ª giornata | VSD Rangers | 38 – 15 | Tatabánya Mustangs |  |

| 19 settembre 2020 3ª giornata | Tatabánya Mustangs | 35 – 0 | Szombathely Crushers 2 |  |

| 1º novembre 2020 3ª giornata | Tatabánya Mustangs | 40 – 8 | Diósd Saints |  |

| 7 novembre 2020 9ª giornata | Pécs Legioners | 12 – 20 | Tatabánya Mustangs |  |

#### Playoff
| 14 novembre 2020 Semifinale | CFS Guardians | - – - (annullata) | Tatabánya Mustangs |  |

### Statistiche di squadra
| Competizione      | %Vittorie | In casa | In casa | In casa | In casa | In casa | In casa | In trasferta | In trasferta | In trasferta | In trasferta | In trasferta | In trasferta | Totale | Totale | Totale | Totale | Totale | Totale |
| Competizione      | %Vittorie | G       | V       | N       | P       | Pf      | Ps      | G            | V            | N            | P            | Pf           | Ps           | G      | V      | N      | P      | Pf     | Ps     |
| ----------------- | --------- | ------- | ------- | ------- | ------- | ------- | ------- | ------------ | ------------ | ------------ | ------------ | ------------ | ------------ | ------ | ------ | ------ | ------ | ------ | ------ |
| Stagione regolare | .750      | 2       | 2       | 0       | 0       | 75      | 8       | 2            | 1            | 0            | 1            | 35           | 50           | 4      | 3      | 0      | 1      | 110    | 58     |
| Totale            | .750      | 2       | 2       | 0       | 0       | 75      | 8       | 2            | 1            | 0            | 1            | 35           | 50           | 4      | 3      | 0      | 1      | 110    | 58     |